# Mount Eagle
Mount Eagle är ett berg i republiken Irland.   Det ligger i grevskapet Ciarraí och provinsen Munster, i den sydvästra delen av landet, 300 km väster om huvudstaden Dublin. Toppen på Mount Eagle är 503 meter över havet, eller 483 meter över den omgivande terrängen. Bredden vid basen är 8,9 km.
Terrängen runt Mount Eagle är kuperad norrut, men söderut är den platt. Havet är nära Mount Eagle åt sydväst. Närmaste större samhälle är Dingle, 11,5 km öster om Mount Eagle. 